# وایت درین
وایت درین (به انگلیسی: White Drin) رودخانه‌ای به‌طول ۱۷۵ کیلومتر (۱۰۹ مایل) است که در کوزوو و آلبانی جریان دارد.